# Асавира
Асавира (арапски: اساورة) је била  војна јединица Рашуднског и Омејадског калифата. Јединицу су сачињавали ирански племићи који су првобитно били део асварске јединице сасанидске војске. Распустио их је 703. године ел Хаџаџ ибн Јусуф.

## Етимологија
Реч је арапска сломљена множинска форма средњеперсијске речи асвар ("коњаник"), што заузврат потиче од староперсијске речи асабара. Партски облик је асбар.

## Позадина
За време арапске инвазије на Иран, сасанидски краљ Јездигерд III (в. 632–651) послао је 1.000 коњаника под Сијахом ел Усваријем да бране Хузестан. Тих 1.000 мушкараца су били етнички Иранци из Исфахана и региона између Исфахана и Хузестана, и служили су у јединици асваран. Током опсаде Шуштара (641–642) прешли су на Арапску страну и настанили се у Басри, где су примили плату. Штавише, они су такође прешли на ислам и придружили се Бану Тамиму на југу Ирака. Међутим, прича о њиховом преласку у ислам највјероватније је нетачна, јер се 15 година касније неки чланови и даље појављују са зороастријским именима, попут извјесног Мах Афридхана.

## Историја
Након тога учествовали су у освајању Парса, Кермана и Хорасана. Након пада Рашидунског калифата 661. године, наставили су службу под његовим наследником, Омејадским калифатом. Годину дана касније, омејадски калиф Муавија I (661–680) преселио је неке Асавире у Антиохију. Према Ибн eл Факиху, гувернер Oмeјада Зијад ибн Аби Суфјан имао је џамију саграђену у Басри крајем 660-их.
Током друге Фитне, Асавира је помогла племену Тамим у убиству гувернера Басре, Масуд ибн Амрa (умро 684). Касније се Асавира прикључила побуни Абд eл Рахмана ибн Мухамеда ибн eл-Ашата која је трајала од 700 до 703. Међутим, то је натерало арапског државника ел Хаџаџа ибн Јусуфа да распусти Асавиру, уништавајући њихове домове, смањивши им плату и преселивши их у друге градове. Неки од њихових потомака касније се спомињу у неким изворима, као што је Муса ибн Саџар ел Усвари,  који је био ученик Хасана из Басре, угледног муслиманског научника, који је такође био иранског порекла.